# Delphinium yunnanense
Delphinium yunnanense är en ranunkelväxtart som beskrevs av Adrien René Franchet. Delphinium yunnanense ingår i släktet storriddarsporrar, och familjen ranunkelväxter. Inga underarter finns listade i Catalogue of Life.